# Maximilienne Guyon
Maximilienne  Guyon (París, 24 de mayo de 1868–Neuilly-sur-Seine, diciembre de 1903) fue una pintora, acuarelista, grabadora e ilustradora francesa.

## Biografía
Guyon nació el 24 de mayo de 1868 en París. Estudió con Tony Robert-Fleury, Jules Joseph Lefebvre y Gustave Boulanger en la Academia Julian. En 1887 debutó en el Salón de París, donde expuso con frecuencia sus cuadros.
En 1892 expuso en el Palacio de la Industria de París. Al año siguiente expuso su obra en el Edificio de la Mujer de Chicago, Illinois,  durante la Exposición Mundial Colombina. Sus trabajos también fueron incluidos en la Exposición Universal de 1900, realizada en París.
Guyon fue miembro de la Société d'aquarellistes français, la Société des Artistes Français y la Societe des Prix du Salon et Boursiers de Voyage. Ilustró obras de Honoré de Balzac y André Theuriet. También dio clases de pintura.
Falleció en diciembre de 1903 en Neuilly-sur-Seine.

## Galería

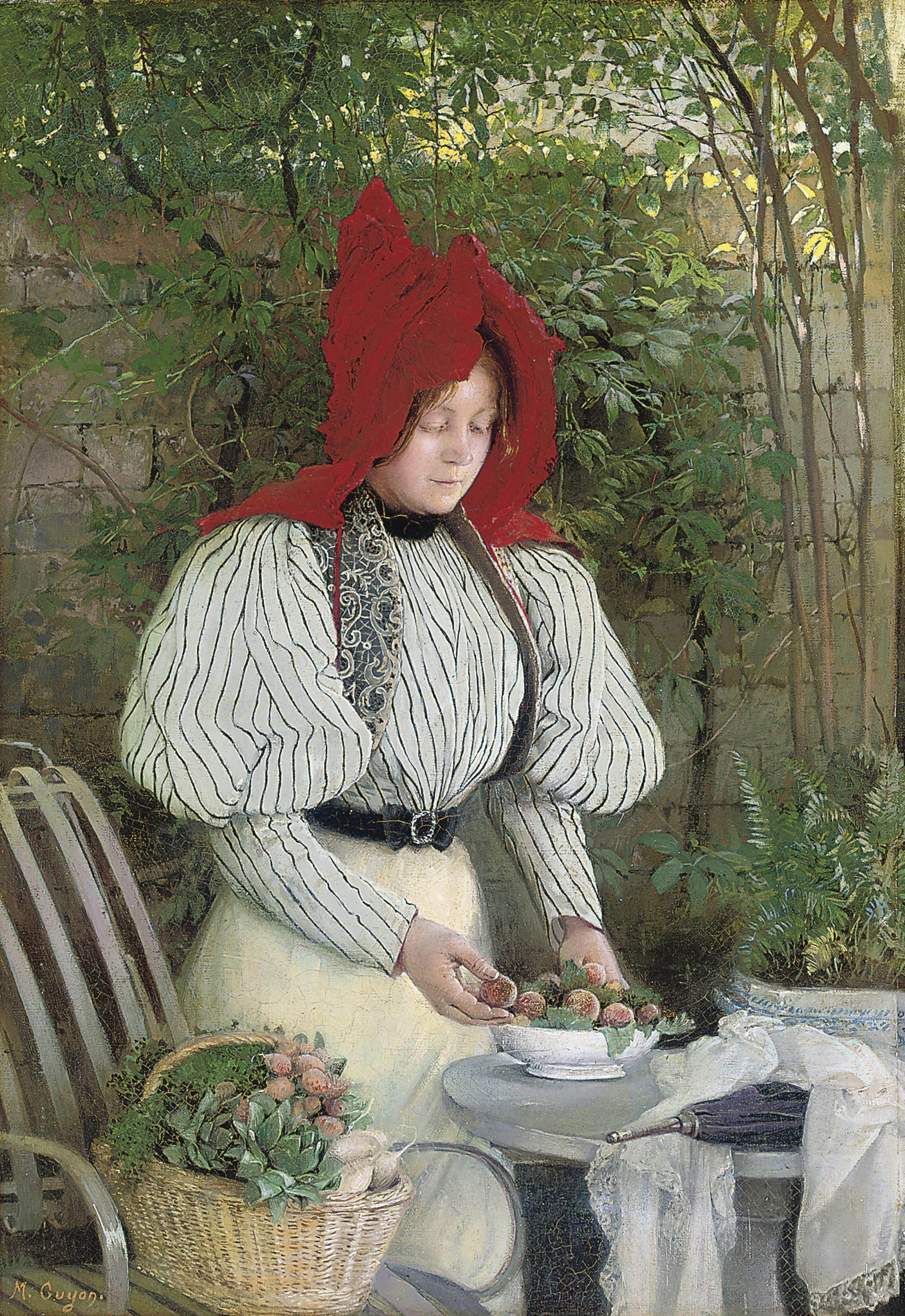
Hors Concours
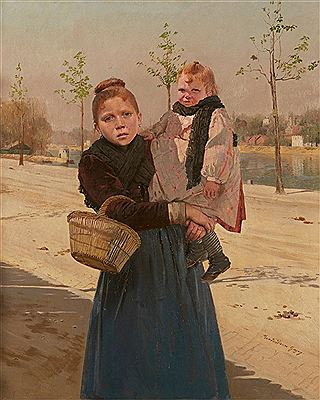
Les enfants
L'Estampe Moderne: Maris Stella